# Mikuláš z Husi
Mikuláš z Husi, původně Mikuláš z Pístného (kolem 1375 – 24. prosince 1420 Praha) byl český zeman a husitský válečník. Patřil k prvním hejtmanům Tábora, účastnil se řady bojů počátku husitských válek, ale již v druhém roce jejich trvání zemřel následkem tragické nehody.

## Život

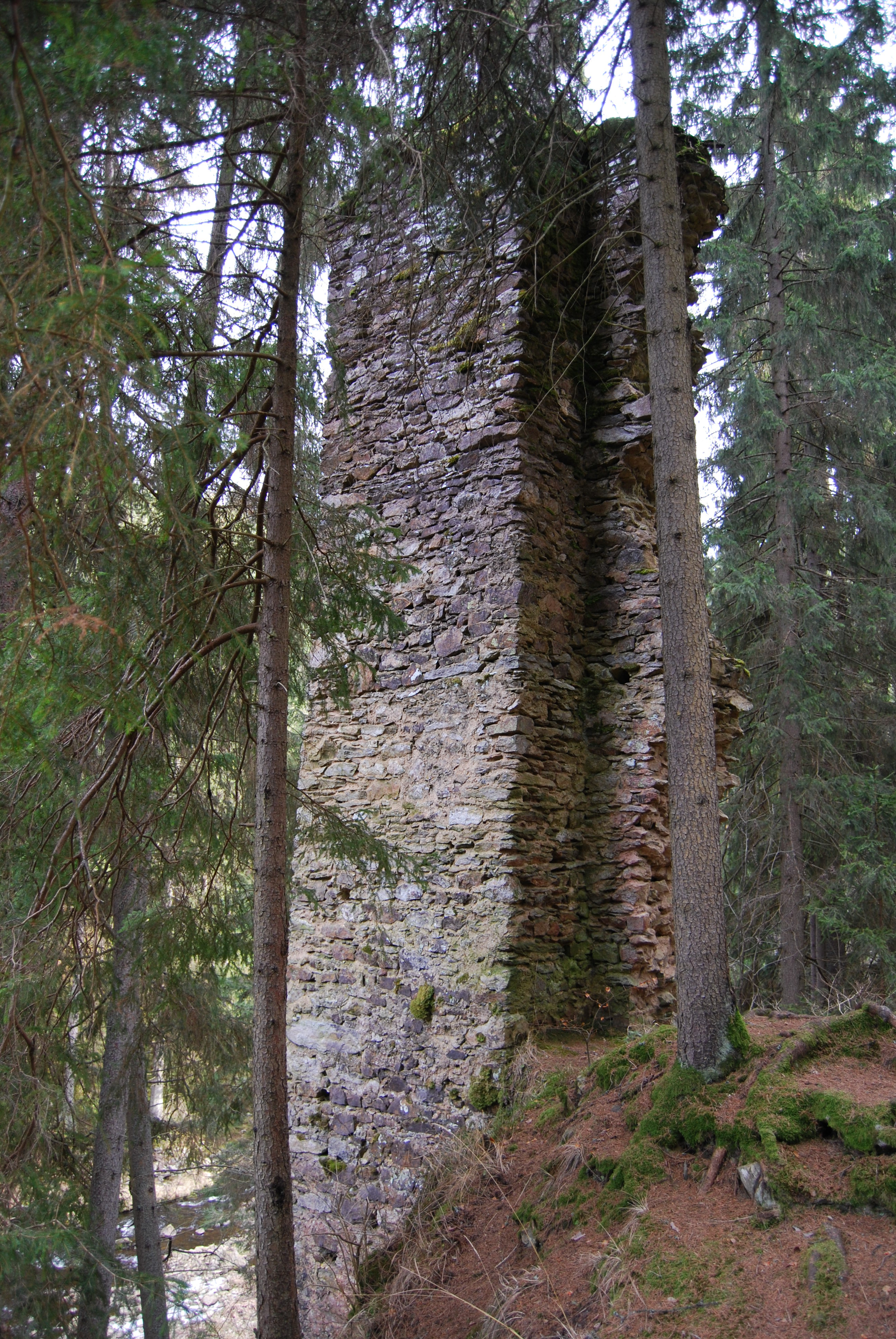
Zřícenina hradu Hus.

První zmínka o něm pochází z roku 1389. V roce 1406 byl králem Václavem IV. dosazen na hrad Hus jako dědičný purkrabí. Od roku 1415 se začal psát z Husi a Čichtic. V tehdy vzniklých náboženských sporech podporoval stranu pod obojí. V červenci 1419, když Václav IV. navštívil kostel sv. Apolináře, předstoupil Mikuláš před krále a žádal ho veřejně, aby připustil svobodu přijímání pod obojí. Václav IV. se žádosti zalekl a vypověděl Mikuláše z Prahy, ten uposlechl, ale pořádal na horách velká setkání lidu a počal pomýšlet na organizaci lidu k brannému odporu.

### Husitské války
Krátce po smrti Václava IV. se vrátil do Prahy. V čele lidu vedl útok na Malou Stranu (4. listopadu 1419). Po příměří mezi královnou Žofií a Čeňkem z Vartenberka uzavřeném 13. listopadu opustil Prahu a obsadil Zelenou horu u Nepomuku a nazval jí horou Olivetskou. Protože ji však nemohl uhájit proti panu Bohuslavovi ze Švamberka, ustoupil do Tábora, kde byl zvolen za prvního ze čtyř hejtmanů. Když se Pražané obrátili na Tábor o pomoc, vtrhl Mikuláš se Žižkou do Prahy. Díky zprávě, že Oldřich II. z Rožmberka oblehl Tábor, vydal se ihned se 350 jezdci k Táboru, smluvil se s posádkou města a dne 30. června 1420 Oldřicha napadl a krvavě porazil. Nato s málo jezdci (30-40) spěchal pomoci Pražanům a Žižkovi, kteří obléhali Vyšehrad. Obsadil ostrůvek ve Vltavě proti Podolí. Zmařil tak Zikmundův úmysl zásobovat Vyšehrad po vodě. Poté se pevným ležením usadil na Pankráci, kde 1. listopadu přispěl k porážce křižáckého vojska.
Po vítězství se však rozdělili Pražané i Žižka a když 14. listopadu po dohodě stran bylo ustanoveno požádat zvláštním poselstvím polského krále Vladislava, aby přijal korunu českou, odpíral Mikuláš tvrdě, že úmyslem Táborů je, aby zvolen byl za krále Čech. Pravděpodobně doufal, že by mohl být zvolen on sám. Protože v tomto bodě nedošlo k dohodě a tím, že strany učinily mezi sebou také narovnání ve věcech náboženských, čímž se postavily proti novotám táborských kněží, odjel 17. listopadu k vojsku před Popovice a po jejich dobytí ke hradu Leštnu. Když 19. listopadu obec staroměstská a po ní i novoměstská odňala úřad konšelský táborským přívržencům, uzavřel Mikuláš s posádkou v Leštně příměří a dal se do obléhání Říčan a vyzval Pražany, aby mu vyslali pomoc. Odjel do Prahy a žádal po konšelích, aby dle někdejší smlouvy brány a věže městské byly střeženy společně od Pražanů a Táborů. Konšelé, kteří poznali jeho záměry, nepřistoupili k této smlouvě a po dobytí Říčan svolali do Prahy sjezd panstva a duchovenstva obou stran, aby urovnali vzniklé sváry. Dne 10. prosince, když se všichni dohodli, aby se spory o víru dále řešily v domě Petra Zmrzlíka ze Svojšína, vystrojili konšelé oběd na Staroměstské radnici. Pozvali k němu tehdejší osobnosti, mezi nimi i Žižku a Mikuláše. Mikuláš však odepřel přijít, protože by ho prý na radnici mohli zabít.

### Úmrtí

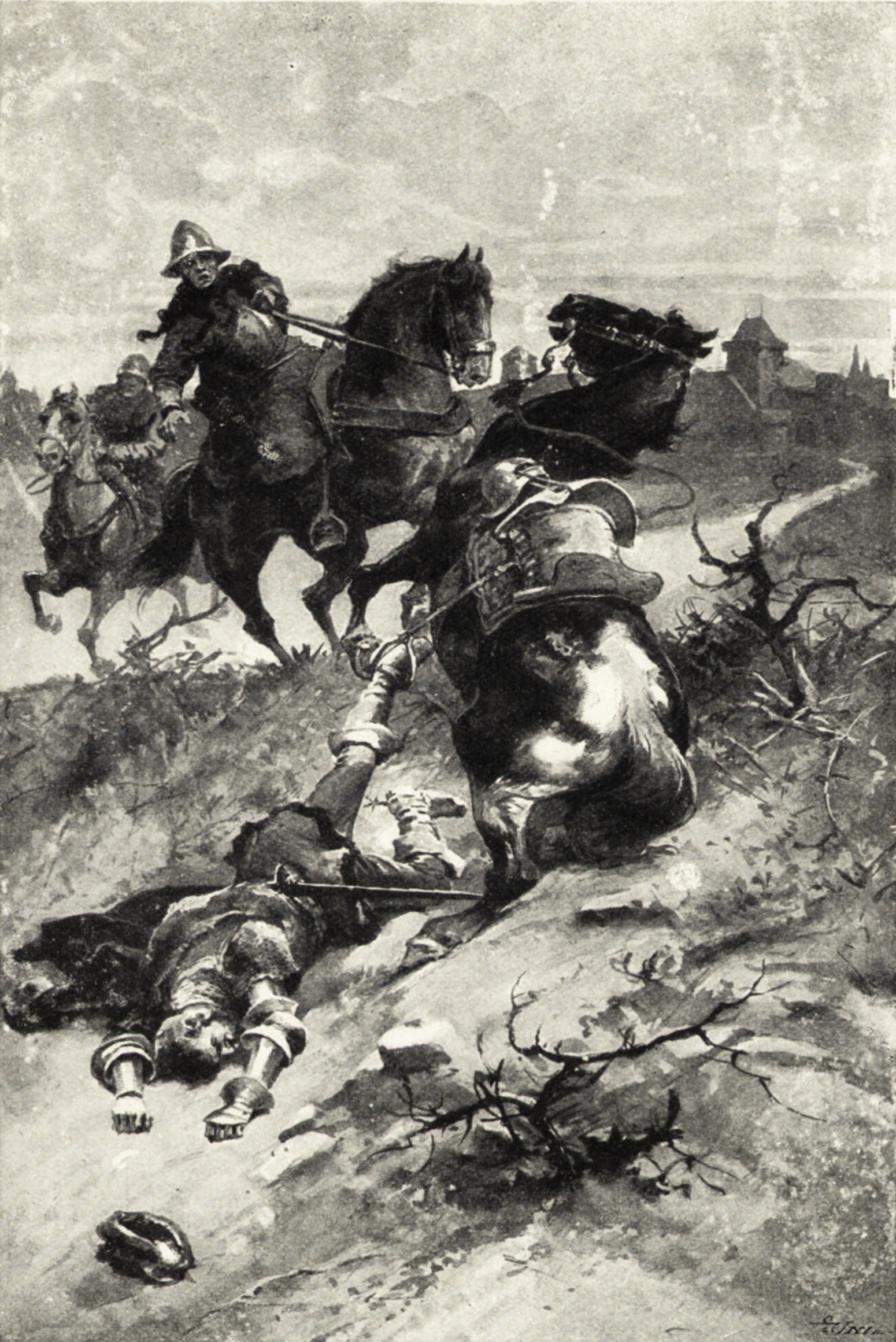
Smrt Mikuláše z Husi na ilustraci Věnceslava Černého z roku 1925

Téhož dne Prahu opustil, přísahaje, že se nikdy více nevrátí. Když však přijel s družinou k můstku přes Botič, splašil se jeho kůň a Mikuláš spadl a vážně se zranil. Byl donesen do domu Oldřicha z Rožmberka, kterého se dříve zmocnil, a 24. prosince 1420 zemřel.